# Vladyslav Heraskevyč
Vladyslav Mychajlovyč Heraskevyč (in ucraino Владислав Михайлович Гераскевич?; Kiev, 12 gennaio 1999) è uno skeletonista ucraino.

## Biografia
Ha frequentato la facoltà di fisica presso l'Università nazionale Taras Ševčenko di Kiev. Ha iniziato a gareggiare nello skeleton a livello agonistico nel 2014. In precedenza ha praticato il pugilato. Dal 2015 è stato convocato in nazionale, dove è allenato dal padre Mykhailo Geraskevych.
Nel gennaio 2016 si è classificato 17º ai mondiali juniores di Winterberg, in Germania. Nel febbraio ha partecipato ai Giochi olimpici giovanili di Lillehammer 2016, in Norvegia, dove ha sfilato come alfiere per il suo paese durante la cerimonia d'apertura; in gara è giunto 8º.
Nella stagione 2017 ha ottenuto il 10º posto ai mondiali junior a Sigulda, in Lettonia. Il 24 febbraio 2017 è diventato il primo atleta ucraino della storia a esordire ai mondiali di skeleton. Esordio avvenuto ai mondiali di Königssee 2017, in cui si classificato 24°.
Il 10 novembre 2017 ha debuttato nella Coppa del Mondo di skeleton, concludendo 27º nella tappa di Lake Placid. Nella stagione ha partecipato a 7 gare su 8 e si è classificato 24° nella classifica generale.
Ha rappresentato l'Ucraina ai Giochi olimpici invernali di Pyeongchang 2018 in cui si è piazzato 12°, risultato considerato di enorme successo. Il successo ha indotto l'emittente televisiva pubblica ucraina UA:Peršyj ad iniziare a trasmettere la Coppa del Mondo di skeleton per la prima volta nella storia del Paese.
Ai mondiali di 2019 si è classificato 14°.
Il 31 dicembre 2021 ha ottenuto il suo nuovo miglior piazzamento in Coppa del Mondo, classificandosi 6º nella tappa di Sigulda.
È stato convocato ai Giochi olimpici invernali di Pechino 2022, completando la gara al 18º posto. Durante la manifestazione ha mostrato un cartello con la scritta "Niente guerra in Ucraina", una possibile violazione della Regola 50 della Carta Olimpica che vieta tutte le manifestazioni e manifestazioni politiche.

## Risultati

### Giochi olimpici
| Anno | Evento      | Class |
| ---- | ----------- | ----- |
| 2018 | Pyeongchang | 12º   |
| 2022 | Pechino     | 18º   |

### Mondiali
| Anno | Evento    | Class |
| ---- | --------- | ----- |
| 2017 | Königssee | 24º   |
| 2019 | Whistler  | 14º   |
| 2020 | Altenberg | 14º   |
| 2021 | Altenberg | 13º   |

### Europei
| Anno | Evento       | Class |
| ---- | ------------ | ----- |
| 2018 | Innsbruck    | 15º   |
| 2019 | Innsbruck    | 15º   |
| 2020 | Sigulda      | 11º   |
| 2021 | Winterberg   | 11º   |
| 2022 | Sankt Moritz | 10º   |